# Prosačov
Prosačov (in ungherese Porszács) è un comune della Slovacchia facente parte del distretto di Vranov nad Topľou, nella regione di Prešov.